# Cerastium baischanense
Cerastium baischanense là loài thực vật có hoa thuộc họ Cẩm chướng. Loài này được Y.C.Chu mô tả khoa học đầu tiên năm 1975.